# لارس إي. أو. سفينسون
لارس إي. أو. سفينسون (بالسويدية: Lars E.O. Svensson)‏ هو اقتصادي وأستاذ جامعي سويدي، ولد في 1947 في أورنشولدسفيك في السويد.